# Vågvektor

För detta vågfält är vågvektorn riktad rakt uppåt.

Vågvektorn är inom vågrörelseläran en vektor k som är riktad längs vågnormalen i utbredningsriktningen (fashastighetens riktning) för en monokromatisk plan våg, och vars storlek k är vågtalet, alltså inversen av våglängden multiplicerat med 2π. Ett vågfält som inte är monokromatiskt kan beskrivas som en summa av enskilda monokromatiska vågor, var och en karakteriserad av en viss vågvektor och en viss vinkelfrekvens. Den sista meningen kan också skrivas som att då ett godtyckligt fält Fouriertransformeras ersätts rumskoordinaterna av vågvektorn, på samma sätt som tiden ersätts av vinkelfrekvensen.